# Винсънт Прайс
Винсънт Прайс (на английски: Vincent Leonard Price, Jr.) е американски актьор.

## Биография
Роден е на 27 май 1911 година в Сейнт Луис, Мисури. Най-известен със своите изпълнения във филми на ужасите, въпреки че кариерата му обхваща и други жанрове, включително черна комедия, драма, мистерия, трилър и комедия. Той се появява на сцената, телевизията и радиото, както и в повече от 100 филма. Има две звезди на Холивудската Алея на славата, една за кино и една за телевизия. Той е роден и израсъл близо до Сейнт Луис, Мисури и има звезда на Алеята на славата в Сейнт Луис.
Прайс е колекционер на произведения на изкуствата и консултант със специалност история на изкуството. Изнася лекции и пише книги по темата. Освен това той е основател на Винсентския музей на изкуствата в Калифорния. Той също е известен готвач.

## Избрана филмография
| година | филм                  | оригинално заглавие       | роля                | режисьор       |
| ------ | --------------------- | ------------------------- | ------------------- | -------------- |
| 1944   | Лора                  | Laura                     | Шелби Карпентър     | Ото Преминджър |
| 1959   | Къщата на Хънтед Хил  | House on Haunted Hill     | Фредерик Лорън      | Уилям Касъл    |
| 1963   | Гарванът              | The Raven                 | д-р Еразмъс Крейвън | Роджър Корман  |
| 1971   | Ужасният доктор Файбс | The Abominable Dr. Phibes |                     |                |
| 1990   | Едуард Ножиците       | Edward Scissorhands       | изобретателя        | Тим Бъртън     |